# Хэттон, Реймонд
Ре́ймонд Хэ́ттон (англ. Raymond Hatton; 7 июля 1887[…], Ред-Ок, Айова — 21 октября 1971[…], Пасадина, Калифорния) — американский актёр кино и телевидения.

## Биография
Реймонд Уильям Хэттон родился 7 июля 1887 года в городке Ред-Оак (штат Айова, США). Его отец был врачом.
Начал сниматься в 1909 году и за 58 лет кинокарьеры появился в 419 фильмах (33 из которых были короткометражными, и в 24 он не был указан в титрах) и сериалах (в двух из них он не был указан в титрах).
17 апреля 1909 года Хэттон женился на малоизвестной киноактрисе (снялась в 10 фильмах в 1921—1925 годах) Франсис Робертс (1886—1971). Пара прожила вместе всю жизнь, 62 с половиной года, до самой смерти Франсис.
8 февраля 1960 года Хэттон был удостоен звезды на Голливудской Аллее славы за вклад в развитие киноиндустрии.
Реймонд Хэттон скончался 21 октября 1971 года, спустя пять дней после смерти жены, в городе Палмдейл (штат Калифорния).

## Избранная фильмография

### Широкий экран
- 1913 — Бэнгвиллская полиция[англ.] / The Bangville Police — полицейский
- 1914 — Муж индианки / The Squaw Man — пастух (в титрах не указан)
- 1915 — Девушка Золотого Запада[англ.] / The Girl of the Golden West — Кастро
- 1915 — Уоррены из Вирджинии[англ.] / The Warrens of Virginia — Блейк
- 1915 — Пленный[англ.] / The Captive — турецкий солдат (в титрах не указан)
- 1915 — Кармен / Carmen — зритель на бое быков (в титрах не указан)
- 1915 — Обман / The Cheat — присутствующий в зале суда (в титрах не указан)
- 1915 — Вероломство / Temptation — барон Шуриаль
- 1916 — Оливер Твист[англ.] / Oliver Twist — Артфул Доджер[англ.]
- 1916 — Женщина Жанна / Joan the Woman — Карл VII
- 1917 — Маленькая американка / The Little American — граф Жюль де Дестин
- 1917 — Женщина, которую забыл Бог / The Woman God Forgot — Монтесума II
- 1917 — Нэн с Музыкальной горы[англ.] / Nan of Music Mountain — Логан
- 1918 — Шепчущий хор[англ.] / The Whispering Chorus — Джон Трембл
- 1918 — Новые жёны в обмен на старых[англ.] / Old Wives for New — косметичка
- 1918 — Мы не можем иметь всё[англ.] / We Can't Have Everything — маркиз Стратденский
- 1918 — Аризона[англ.] / Arizona — Тони
- 1919 — Не меняйте вашего мужа / Don't Change Your Husband — крупье в игорном клубе (в титрах не указан)
- 1919 — Мегги Пеппер[англ.] / Maggie Pepper — Джейк Ротшильд
- 1919 — Бедный болван[англ.] / The Poor Boob — Стивен Дуглас
- 1919 — И в радости, и в горе / For Better, for Worse — Бад
- 1919 — Мужское и женское[англ.] / Male and Female — достопочтенный Эрнест Уолли
- 1920 — Танцующий дурак[англ.] / The Dancin' Fool — Энох Джонс
- 1920 — Морской волк / The Sea Wolf — Томас Магридж, кок
- 1921 — Шалопай Пека[англ.] / Peck's Bad Boy — деревенский бакалейщик
- 1921 — Туз червей[англ.] / The Ace of Hearts — Угроза
- 1922 — Человекоубийство[англ.] / Manslaughter — Браун
- 1922 — Отлив[англ.] / Ebb Tide — Дж. Л. Хьюш
- 1923 — Горбун из Нотр-Дама / The Hunchback of Notre Dame — Пьер Гренгуар
- 1925 — Приключение[англ.] / Adventure — Рэфф
- 1927 — Моды для женщин[англ.] / Fashions for Women — Сэм Дюпон
- 1927 — Сейчас мы в воздухе[англ.] / Now We're in the Air — Рэй
- 1929 — Герои ада[англ.] / Hell's Heroes — «Колючая Проволока» Том Гиббонс
- 1930 — Полуночная тайна[англ.] / Midnight Mystery — Пол Купер
- 1930 — Серебряная стая[англ.] / The Silver Horde — Фрейзер
- 1931 — Муж индианки[англ.] / The Squaw Man — Коротышка
- 1932 — Полли из цирка[англ.] / Polly of the Circus — Дауни
- 1933 — Три мушкетёра[англ.] / The Three Musketeers — Ренар
- 1935 — Пароход, плывущий по течению / Steamboat Round the Bend — Мэтт Эбел
- 1936 — Подводное королевство[англ.] / Undersea Kingdom — Гэсспон
- 1936 — Линчеватели идут[англ.] / The Vigilantes Are Coming — «Длинная Пила», калифорнийский вигилант
- 1936 — Йеллоустон[англ.] / Yellowstone — Старый Пит
- 1936 — Грешник забирает всё[англ.] / Sinner Take All — гостиничный клерк
- 1937 — Джим из джунглей[англ.] / Jungle Jim — Малайский Майк
- 1937 — Меченая женщина / Marked Woman — адвокат Джонни Вэннинга
- 1937 — Детка, улетай[англ.] / Fly-Away Baby — Макси Манкхаус
- 1937 — Любовь в эфире[англ.] / Love Is on the Air — Уэстон
- 1939 — Ковбои из Техаса[англ.] / Cowboys from Texas — Расти Джослин
- 1939 — 6000 врагов[англ.] / 6,000 Enemies — заключённый «Уибби» Йерн
- 1939 — Доктор под прикрытием[англ.] / Undercover Doctor — Диззи Уорнер
- 1939 — Ковбой с Уолл-стрит[англ.] / Wall Street Cowboy — Чукауалла
- 1939 — Я из Миссури / I'm from Missouri —  Дэррил Коффи
- 1940 — Кит Карсон[англ.] / Kit Carson — Джим Бриджер
- 1942 — Пожнёшь бурю[англ.] / Reap the Wild Wind — старший корабельный плотник
- 1944 — В седле / Tall in the Saddle — Зик
- 1952 — Золотой ястреб[англ.] / The Golden Hawk — Барнаби Столл
- 1955 — День, когда Земле пришёл конец / Day the World Ended — Пит, золотоискатель-пьяница
- 1955 — Сокровище Рубиновых холмов[англ.] / Treasure of Ruby Hills — Уэстбрук Скотт
- 1957 — Пауни[англ.] / Pawnee — Оби Дилкс
- 1957 — Вторжение обитателей летающих тарелок / Invasion of the Saucer Men — Лэркин, фермер

### Телевидение
- 1950, 1952, 1954 — Сиско Кид[англ.] / The Cisco Kid — разные роли (в 6 эпизодах)
- 1951—1952, 1954 — Приключения Кита Карсона[англ.] / The Adventures of Kit Carson — разные роли (в 5 эпизодах)
- 1951—1952, 1954—1956 — Приключения «Дикого» Билла Хикока[англ.] / The Adventures of Wild Bill Hickok — разные роли (в 7 эпизодах)
- 1955—1957 — Приключения Супермена[англ.] / Adventures of Superman — разные роли (в 3 эпизодах)
- 1958—1960 — Маверик / Maverick — разные роли (в 3 эпизодах)
- 1958, 1960 — Дни в Долине Смерти / Death Valley Days — разные роли (в 3 эпизодах)
- 1960—1961 — Есть оружие — будут и путешествия[англ.] / Have Gun – Will Travel — разные роли (в 3 эпизодах)

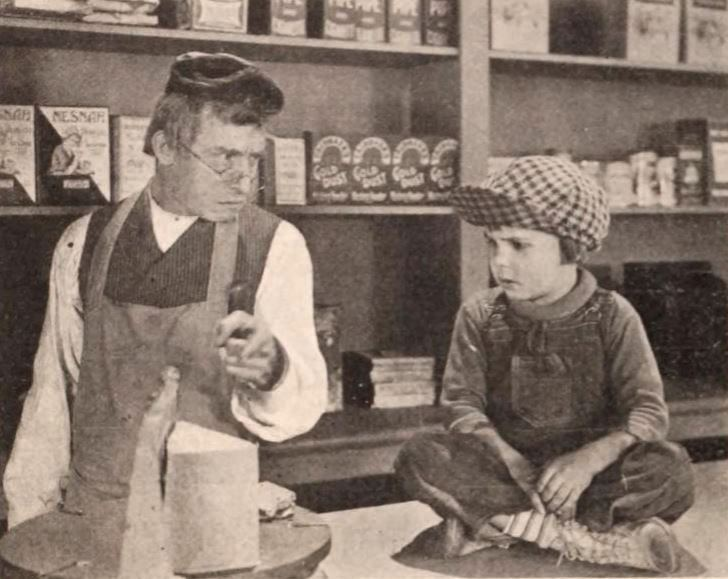
С Джеки Куганом (справа) в фильме «Шалопай Пека»[англ.] (1921)
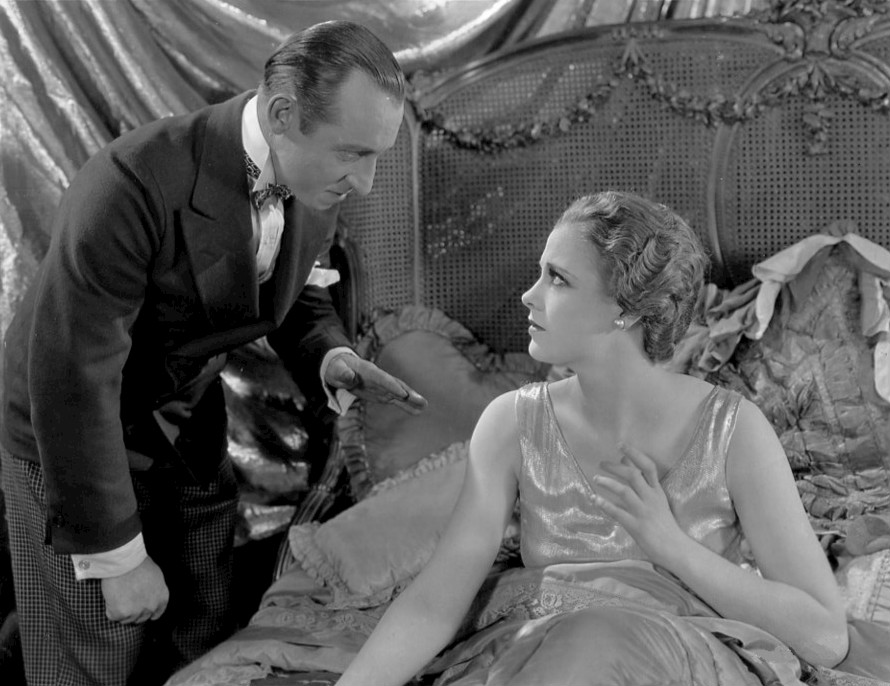
С Эстер Ралстон в фильме «Моды для женщин[англ.]» (1927)
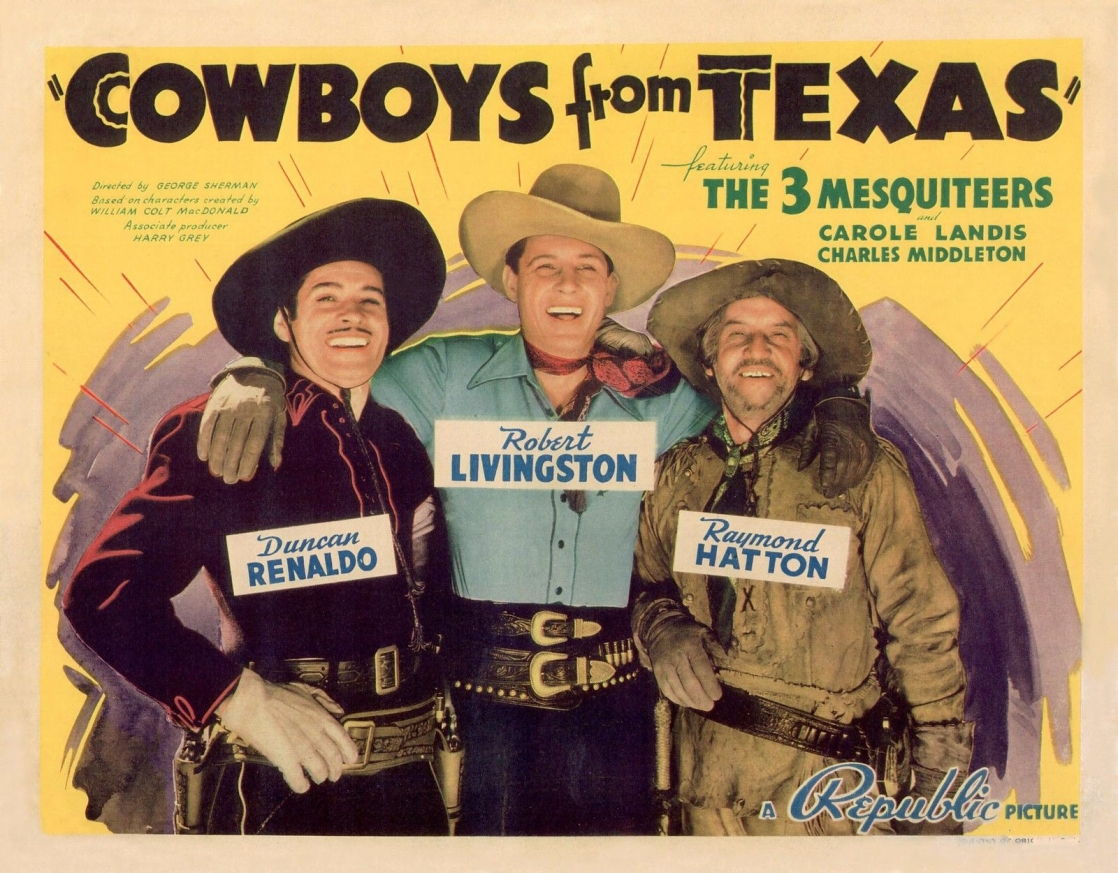
На постере фильма «Ковбои из Техаса[англ.]» (1939). Слева направо: Дункан Ренальдо, Роберт Ливингстон[англ.] и Реймонд Хэттон.